# Dryophylax
Dryophylax – rodzaj węży z podrodziny ślimaczarzy (Dipsadinae) w obrębie rodzinie połozowatych (Colubridae).

## Rozmieszczenie geograficzne
Rodzaj obejmuje gatunki występujące w Ameryce Południowej (Kolumbia, Trynidad i Tobago, Wenezuela, Gujana, Surinam, Gujana Francuska, Brazylia, Boliwia, Paragwaj, Urugwaj i Argentyna).

## Systematyka
Rodzaj zdefiniował w 1830 roku niemiecki przyrodnik Johann Georg Wagler w publikacji własnego autorstwa o tytule Naturalny system płazów, poprzedzony klasyfikacją ssaków i ptaków. Wkład do zoologii porównawczej. Gatunkiem typowym jest (oznaczenie monotypowe) D. nattereri.

### Etymologia
Dryophylax: gr. δρυς drus, δρυος druos ‘drzewo, zwłaszcza dąb’; φυλαξ phulax ‘obserwator, strażnik’, od φυλασσω phulassō ‘trzymać straż, pełnić wartę’.

### Podział systematyczny
Do rodzaju należą następujące gatunki:
- Dryophylax almae (Franco & Ferreira, 2003)
- Dryophylax ceibae (Bailey & Thomas, 2007)
- Dryophylax chaquensis (Bergna & Álvarez, 1993)
- Dryophylax chimanta (Roze, 1958)
- Dryophylax corocoroensis (Gorzula & Ayarzagüena, 1996)
- Dryophylax dixoni (Bailey & Thomas, 2007)
- Dryophylax duida (Myers & Donnelly, 1996)
- Dryophylax gambotensis (Pérez-Santos & Moreno, 1989)
- Dryophylax hypoconia (Cope, 1860)
- Dryophylax marahuaquensis (Gorzula & Ayarzagüena, 1996)
- Dryophylax nattereri (Mikan, 1820)
- Dryophylax paraguanae (Bailey & Thomas, 2007)
- Dryophylax phoenix (Franco, Trevine, Montingelli & Zaher, 2017)
- Dryophylax ramonriveroi (Manzanilla & Sánchez, 2005)
- Dryophylax yavi (Myers & Donnelly, 1996)